# Накада
Накада је село на око 80 километара северно од Луксора, на западној обали Нила. Налази се поред значајног налазишта из праисторијског, прединастичког периода, по коме је цела култура добила име накадска култура. Студија Оксфордског универзитета из 2013. године о прединастичком периоду сугерише датум почетка негде између 3.800 и 3.700 пре нове ере.
Британски египтолог Вилијам Метју Флиндерс Петри, који је истраживао ово место 1894. године, први је период Накаде поделио на три подпериода: Накада I, II и III. Петријева хронологија је замењена хронологијом Вернера Кајзера 1957. Кајзерова хронологија је почела око 4000 п. н. е, али је модерна верзија мало прилагођена, на следећи начин:
- Накада I (3900–3650. п. н. е.)
- Накада II (3650–3300. п. н. е.)
- Накада III (3300–2900. п. н. е.)

Прединастички Египћани у периоду Накада I трговали су са Нубијом на југу, оазама западне пустиње на западу и културама источног Медитерана на истоку. Такође су увозили опсидијан из Етиопије за обликовање сечива и других предмета од плочица. Узорци дрвеног угља пронађени у гробницама Некхена, који су датирани у период Накада I и II, идентификовани су као кедар из Либана.Разне биолошке антрополошке студије откриле су да остаци скелета Накаде имају афричке биолошке сличности.

### Генетски подаци о остацима из Накаде
Кеита и Бојс (1996) су приметили да ДНК студије нису спроведене на јужним преддинастичким египатским скелетима. Мада, различите ДНК студије су откриле да су Нубијци из хришћанског доба и модерни Нубијци, заједно са модерним афроазијским говорним становништвом на Рогу Африке, пореклом од мешавине западноевроазијске и афричке популације. Неколико научника је истакло низ методолошких ограничења у примени ДНК студија на египатске мумифициране остатке.